# Mascaraque
Mascaraque település Spanyolországban, Toledo tartományban. Mascaraque Almonacid de Toledo, La Guardia, Villamuelas, Mora, Orgaz és Villaminaya községekkel határos. Lakosainak száma 424 fő (2024).

## Népesség
A település népessége az utóbbi években az alábbiak szerint változott:
| Lakosok száma | 474  | 464  | 529  | 536  | 523  | 495  | 444  | 442  | 414  | 424  |
|               | 2001 | 2004 | 2007 | 2009 | 2012 | 2014 | 2017 | 2019 | 2022 | 2024 |